# Bori
Bori (gruz. ბორი) – wieś w Gruzji, w regionie Imeretia, w gminie Charagauli. W 2014 roku liczyła 283 mieszkańców.

## Urodzeni
- Dawit Bakradze